# First Lady (film)
Pour les articles homonymes, voir Première dame.
Pour plus de détails, voir Fiche technique et Distribution.
First Lady est un film américain réalisé par Stanley Logan, sorti en 1937.

## Synopsis
Petite-fille d'un ancien président des États-Unis, Lucy Chase Wayne œuvre pour que son mari Stephen Wayne gagne la prochaine élection présidentielle. Elle tente de rallier à sa cause le sénateur Gordon Keane, qui a pour amie Irene Hibbard. Or, cette dernière entend divorcer du juge Carter Hibbard afin d'épouser Keane, pour lequel elle a la même ambition.

## Fiche technique
- Titre original : First Lady.
- Réalisation : Stanley Logan.
- Scénario : Rowland Leigh, d'après la pièce éponyme de George S. Kaufman et Katharine Dayton, créée à Broadway en 1935.
- Musique : Max Steiner.
- Musique additionnelle : M. K. Jerome et Heinz Roemheld (non crédités).
- Orchestrations : Hugo Friedhofer (non crédité).
- Directeur de la photographie : Sidney Hickox.
- Directeur artistique : Max Parker.
- Costumes : Orry-Kelly (robes).
- Montage : Ralph Dawson
- Pays de production :  États-Unis
- Producteur associé : Harry Joe Brown (non crédité).
- Société de production et de distribution : Warner Bros.
- Genre : comédie.
- Noir et blanc - 83 min.
- Date de sortie : 
  - États-Unis : 4 décembre 1937.

## Distribution
- Kay Francis : Lucy Chase Wayne.
- Preston Foster : Stephen Wayne.
- Anita Louise : Emmy Page (nièce de Lucy).
- Walter Connolly : Carter Hibbard.
- Veree Teasdale : Irene Hibbard.
- Victor Jory : sénateur Gordon Keane.
- Marjorie Rambeau : Belle Hardwick.
- Marjorie Gateson : Sophy Prescott.
- Louise Fazenda : Lavinia Mae Creevey.
- Henry O'Neill : juge George Mason.
- Grant Mitchell : Ellsworth T. Banning.
- Eric Stanley : sénateur Tom Hardwicke.
- Lucille Gleason : Mme Mary Ives.
- Sara Haden : Mme Mason.
- Harry Davenport : Charles.
- Gregory Gaye : prince Boris Gregoravitch.
- Olaf Hytten : Bleeker.
- Elizabeth Dunne (non créditée) : une invitée de la fête.

## Galerie photos

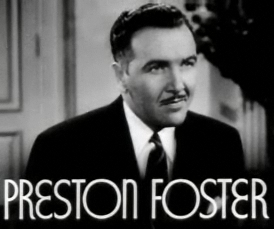
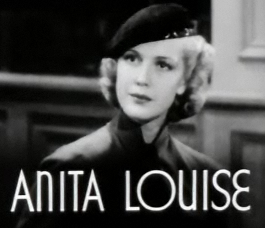
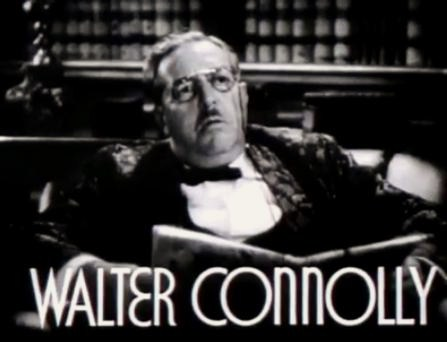
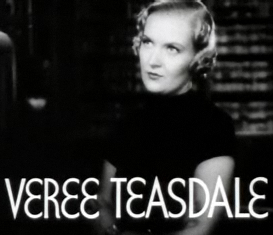
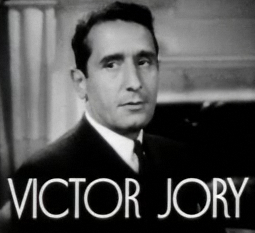